# Kassym-Jomart Tokaïev
Pour les articles homonymes, voir Tokaïev.
Kassym-Jomart Kemelouly Tokaïev (en kazakh cyrillique : Қасым-Жомарт Кемелұлы Тоқаев, en kazakh latin : Qаsym-Jomаrt Kemelūly Тoqаev, /qɑˈsəm ʒɔˈmɑɾt kɛˌmɛluˈlə tɔˈqɑjɪf/ ; en russe : Касым-Жомарт Кемелевич Токаев, Kassym-Jomart Kemelevitch Tokaïev), né le 17 mai 1953 à Alma-Ata en URSS, est un homme d'État kazakh. Il est président de la république du Kazakhstan depuis le 20 mars 2019.
Diplomate de profession, il est Premier ministre de 1999 à 2003 et ministre des Affaires étrangères entre 1994 et 1999 puis entre 2003 et 2007, ainsi que président du Sénat du Parlement du Kazakhstan à deux reprises entre 2007 et 2019.
À la suite de la démission de Noursoultan Nazarbaïev, il devient président du pays ; il est élu à cette fonction dans la foulée. En 2022, il doit faire face à une révolte, après laquelle il prend ses distances avec son prédécesseur. Il est ensuite réélu pour un second mandat.

## Biographie

### Jeunesse et famille
Son père, Kemel Tokaïev (1923-1986), est un ancien combattant de la Seconde Guerre mondiale et écrivain kazakh. Sa mère, Tourar Chabarbaïeva (1931-2000), a travaillé à l'Institut pédagogique des langues étrangères d'Almaty. 
Kassym-Jomart Tokaïev est divorcé et père d'un fils.

### Études et début de carrière en Union soviétique
En 1970, Kassym-Jomart Tokaïev commence ses études supérieures à l'Institut d'État des relations internationales de Moscou (MGIMO). En cinquième année, il fait son stage de fin d’études à l’ambassade d’Union soviétique en Chine pendant six mois. À sa sortie du MGIMO en 1975, Tokaïev intègre le ministère des Affaires étrangères de l’URSS et rejoint l’ambassade de l’Union soviétique à Singapour.
Il est titulaire d'un doctorat en sciences politiques.
En 1979, il retourne au ministère des Affaires étrangères. Il est aussi diplômé de l’Institut des langues de Pékin. Il est rattaché à l’ambassade soviétique à Pékin où il exerce jusqu’en 1991 les fonctions de deuxième secrétaire, de premier secrétaire et de conseiller. Il s’est inscrit à l’Académie diplomatique du ministère des Affaires étrangères de l’URSS à Moscou en formation continue pour les diplomates du haut rang.

### Fonctions politiques après l'indépendance du Kazakhstan
En 1992, Tokaïev est nommé vice-ministre des Affaires étrangères de la république du Kazakhstan et en 1993, il devient premier vice-ministre des Affaires étrangères.
Il occupe le poste de ministre des Affaires étrangères pendant dix ans (1994-1999, 2002-2007). Tokaïev est élu président des Conseils des ministres des Affaires étrangères de la Communauté des États indépendants et de l’Organisation de coopération de Shanghai.

#### Ministre des Affaires étrangères
En octobre 1994, Tokaïev est nommé ministre des Affaires étrangères du Kazakhstan. Il joue un rôle actif dans le domaine de la non-prolifération nucléaire. En 1995, il participe aux conférences de relecture du traité sur la non-prolifération des armes nucléaires (TNP) à New York.
En 1996, il signe le traité d’interdiction complète des essais nucléaires (TICE) à New York, le traité portant sur la création de la zone exempte d’armes nucléaires en Asie centrale à Semipalatinsk.
En mars 1999, il est nommé vice-Premier ministre du Kazakhstan.

#### Premier ministre (1999-2002)
En octobre 1999, avec le consentement du Parlement, il est nommé Premier ministre par décret du président de la république du Kazakhstan. En janvier 2002, il quitte ce poste et est nommé secrétaire d’État-ministre des Affaires étrangères.

#### Ministre des Affaires étrangères
En 2003, il préside la Conférence ministérielle internationale des pays en voie de développement sans accès à la mer, où le programme d’action d’Almaty est examiné et la déclaration d’Almaty est adoptée.
En tant que ministre des Affaires étrangères, Tokaïev fait valoir les ressources énergétiques nationales kazakhs et la stabilité du pays auprès des partenaires économiques européens,.
En 2005, il participe de nouveau aux conférences de relecture du TNP à New York.

#### Fonctions nationales et internationales
Du 11 janvier 2007 au 15 avril 2011, Tokaïev est président du Sénat du Kazakhstan.
À ce titre, il est élu vice-président de l’Assemblée parlementaire de l’OSCE.
En mars 2011, Ban Ki-moon, secrétaire général de l'ONU, nomme Tokaïev vice-secrétaire général de l'ONU, directeur général de l'Office des Nations unies à Genève, ainsi que représentant personnel du secrétaire général à la Conférence du désarmement. Il est également responsable de la sécurité du personnel de l'ONU en Suisse.
Après avoir quitté ces fonctions, Tokaïev est réélu président du Sénat en octobre 2013.

### Fortune personnelle
En 1998, un compte bancaire au Crédit Suisse au nom de sa femme Nadejda et de son fils Timour, né en 1984, est ouvert. Il abritera jusqu’à 1,5 million de francs suisses (987 000 euros) en 2005. Le compte est fermé en 2011. En 2012, les Tokaïev ouvrent des compagnies off-shore dans le paradis fiscal des Îles Vierges britanniques. Ces compagnies possèdent leurs propres comptes bancaires en Suisse et contrôlent en particulier une entreprise britannique évaluée à 5 millions de dollars en 2014. Les Tokaïev possèdent aussi plusieurs propriétés à la fois à Moscou et à Genève estimées à 7,7 millions de dollars. Ces habitations sont acquises par Timour Tokaïev, le fils de Kassym-Jomart, alors qu'il est étudiant, et par la femme de Kassym-Jomart Tokaïev. La provenance de cette fortune est douteuse car bien qu'occupant des fonctions gouvernementales de haut niveau, les revenus de Tokaïev sont bien en deçà des sommes présentes sur leurs comptes bancaires,.

### Président de la République
Le 20 mars 2019, il prend la présidence de la République après la démission de Noursoultan Nazarbaïev.
Sa première mesure est de proposer de renommer la capitale Astana en Noursoultan, d'après le prénom du président Nazarbaïev. La mesure est approuvée le jour-même par le parlement.
Le mandat présidentiel de Tokaïev est prévu pour durer jusqu'en avril 2020, soit la fin de celui de Nazarbaïev. Le 9 avril 2019, il convoque cependant une élection présidentielle anticipée pour le 9 juin. Sa candidature est officialisée le 23 avril. Il remporte l'élection présidentielle avec 70,8 % des voix, devançant largement l'opposant Amirjan Kossanov qui en obtient 15,4 %. La participation est de 77,4 %. Ce chiffre de 70 % est toutefois largement plus faible que les résultats de son prédécesseur Nazarbaïev qui a toujours obtenu plus de 80 %. L'élection et la campagne électorale sont critiquées par les observateurs de l'OSCE pour la détention de nombreux manifestants, des irrégularités lors du vote, la limitation du droit à l'information et à la liberté d'expression, la couverture biaisée de la campagne par les médias ainsi que le manque de pluralisme dans les candidatures.

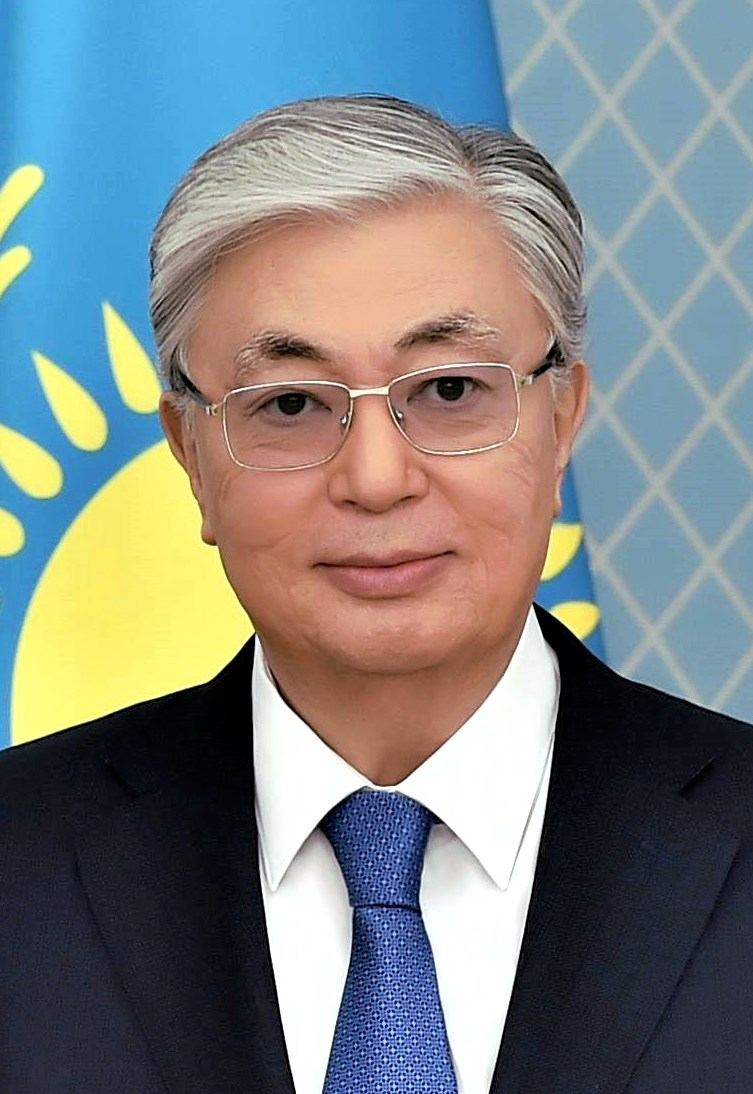
Photo officielle de Kassym-Jomart Tokaïev en 2020.

Tokaïev est notamment moqué sur les réseaux sociaux lors de la campagne en raison de l'utilisation à outrance d’altération par ordinateurs de ses photos officielles, visant à gommer ses rides et son double menton,,.
Noursoultan Nazarbaïev conserve en réalité les principaux leviers du pouvoir kazakh. Le 2 mai 2020, Dariga Nazarbaïeva, la fille de Noursoultan, est remplacée[Où ?] par Mäulen Äşimbaev, ancien directeur de la campagne présidentielle de Tokaïev puis de l'administration présidentielle.
Depuis 2019, son gouvernement met en place une série de lois visant à accentuer la libéralisation de l'économie, notamment en laissant le marché décider des prix du carburant, jusqu'alors subventionné. Les augmentations de prix qui ont suivi ont déclenché début janvier 2022 un mouvement de contestation massif. Toutefois, si les prix du carburant ont été l’élément déclencheur de la protestation, les causes sont plus diverses : « ce mouvement est profond. Il vient de grèves qui ont éclaté un peu partout, comme à Tengizshevroil, Karaganda, Satpayev, de la part de salariés, mineurs, routiers excédés par les maigres salaires, la hausse des prix et les mauvaises conditions de travail. Malgré les promesses sur le gel du prix du gaz ou une augmentation des salaires, les gens ne font plus confiance à l’exécutif, d’où une colère qui perdure ». Au cours de la crise, qui fait 238 morts, Tokaïev limoge le gouvernement du Premier ministre Askar Mamine,. Plus tard dans la même journée, il prend la présidence du conseil de sécurité national (en).
Le 28 janvier 2022, il est élu à la tête de Nour-Otan.
En juin 2022, il organise un référendum pour retirer à son prédécesseur Noursoultan Nazarbaïev le titre de « père de la nation ». Des réformes institutionnelles sont aussi introduites, mais qui pour l'opposition ne remettent pas en cause l'hyperprésidentialisation du régime en place.

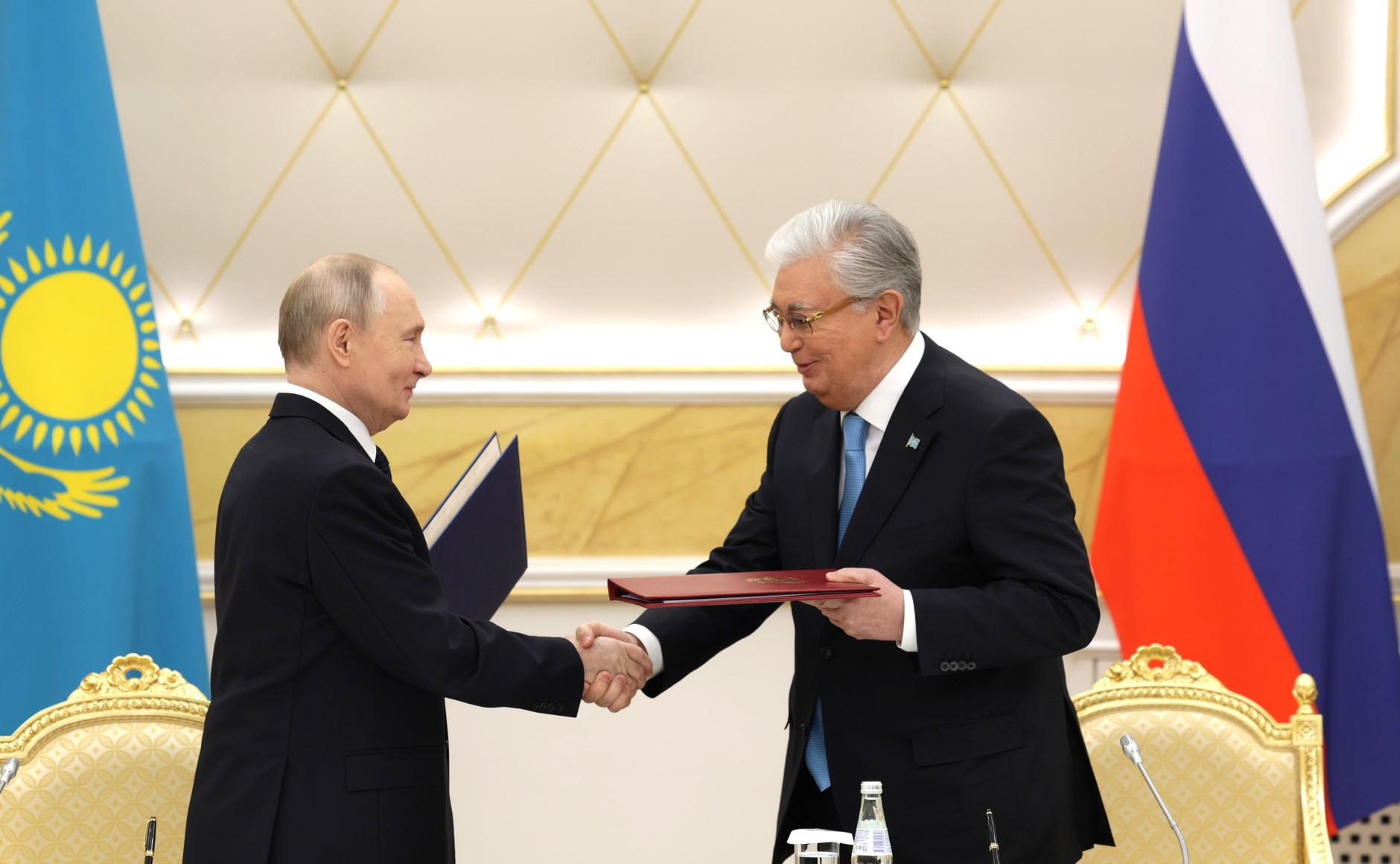
Tokaïev et Vladimir Poutine à Astana le 27 novembre 2024

En septembre 2022, Kassym-Jomart Tokaïev s'engage à protéger les Russes qui fuient pour échapper à la mobilisation militaire en Russie décrétée par Vladimir Poutine dans le cadre de l'invasion russe de l'Ukraine.
Il est réélu président le 20 novembre 2022 avec plus de 80 % des suffrages. L'absence de pluralisme politique est dénoncée par l'OSCE. L'OSCE regrette aussi la non prise en compte de ses recommandations sur les libertés fondamentales et les conditions d'éligibilité et d'inscription des candidats.

## Distinctions
Il a reçu des récompenses d'État du Kazakhstan et d'autres pays :
- Ordre d'Otan (2014)
- Ordre du « premier président de la république du Kazakhstan Noursoultan Nazarbaïev » (2004)
- Ordre Parassat (1996)
- Médaille Astana
- Médaille « 25 ans de l’indépendance de la république du Kazakhstan »
- Médaille « 10 ans de l’indépendance de la république du Kazakhstan »
- Médaille « 10 ans du Parlement de la république du Kazakhstan »
- Ordre d'Honneur (fédération de Russie, Mars 1, 2017) - pour la contribution importante au renforcement de l'amitié et de la coopération entre les peuples de la fédération de Russie et de la république du Kazakhstan
- Ordre de l'amitié (fédération de Russie, le 12 décembre, 2004) - pour la contribution importante au renforcement de l'amitié et de la coopération entre les peuples de la fédération de Russie et de la république du Kazakhstan
- Ordre du Prince Iaroslav le Sage, IIIe degré (Ukraine, 2008)
- Ordre « Communauté » (AIE CEI, 2007)
- Ordre du drapeau serbe première classe (2016)
- Ordre de diamant honoraire « Reconnaissance publique » (fédération de Russie)
- Médaille commémorative « Conseil de la fédération. 20 ans »
- Médaille « Arbre de l'amitié » (AIE CEI, 2003)
- Diplôme de la CEI
- Médaille commémorative « 20 ans d'Astana » (2018)